# Volvo B7-serien
Volvo B7 är en serie busschassin tillverkade av Volvo Bussar.
Det allra första chassit med en 7:a i modellbeteckningen lanserades 1978 och kallades Volvo B7F/B7FA, detta är ett frontmotorchassi med normalgolv (trappsteg innanför samtliga dörrar) och var främst tillgängligt i Sydafrika, Latinamerika och Nya Zeeland. Detta har en 6,7-litersmotor.
Senare, under 1998, kom en ny serie chassin i B7-serien med nya 7-litersmotorer. De fanns då i form av låggolvsstadsbussarna Volvo B7L och B7LA som ersatte dieselversionerna av Volvo B10L och B10LA under 1999. Normalgolvschassit Volvo B7R och Lågentréchassit Volvo B7RLE lanserades samtidigt och ersatte/kompletterade motsvarande chassin i Volvo B10-serien. Även två dubbeldäckarchassin fanns tillgängliga; de utgjordes av högerstyrda Volvo B7TL med tvärställd motor och två axlar samt en höger- eller vänsterstyrd dubbeldäckarversion av Volvo B7L med två eller tre axlar.
Samtliga dessa chassin har stående monterade raka 6-cylindriga dieselmotorer i Volvo D7-serien som klarar Euro 3–Euro 5-normerna. Samtliga chassin har motorerna monterade längst bak och alla chassin utom B7TL har längsmonterade motorer. Motorerna finns även i lastbilsmodellen Volvo FM7 och som marinmotorer.
Låggolvsversionerna B7L och B7LA fanns dels som helbyggda bussar tillgängliga med Volvo 5000- och 7000/7700-karosser och dels med andra tillverkares karosser. Dessa blev de första att sluta tillverkas i serien då de slutade att tillverkas under 2005. De ersattes av motsvarigheter i Volvo B9-serien som även kunde fås med biogasdrift. Volvo B7TL tillverkades till slutet av 2006 och ersattes av en tvåaxlad version av Volvo B9TL.
Volvo B7R och B7RLE tillverkades för den svenska marknaden i Euro 5-utföranden fram till våren 2014 och fanns på samma marknad tillgängliga med Volvo 8500-, Volvo 8700- och Volvo 8900-karosser och till viss del även med karosser från externa karosstillverkare såsom Helmark, Kiitokori och Vest. Även i dessa fall fanns det ute i Europa även andra lokala karosseritillverkare som kunde bygga kompletta bussar på dessa chassin. På vissa marknader fanns Volvo B7R även med Volvo 9500- och Volvo 9700-karosser.